# Spechtshausen

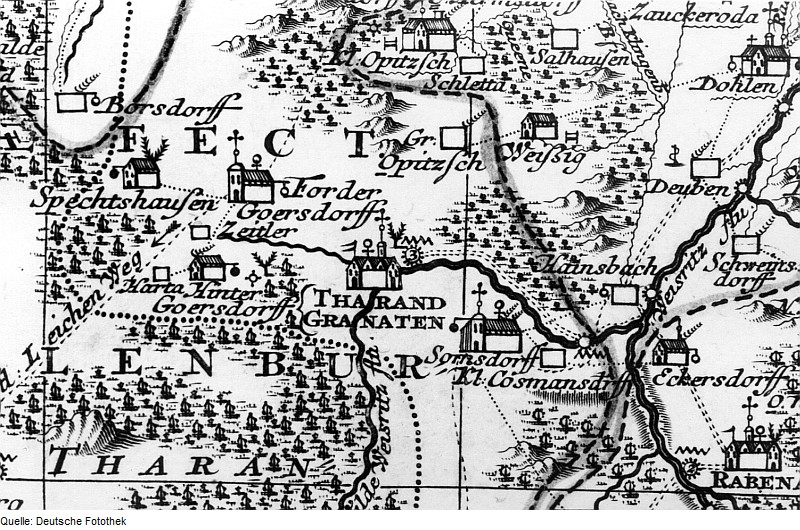
Spechtshausen auf einer Landkarte des 18. Jh.

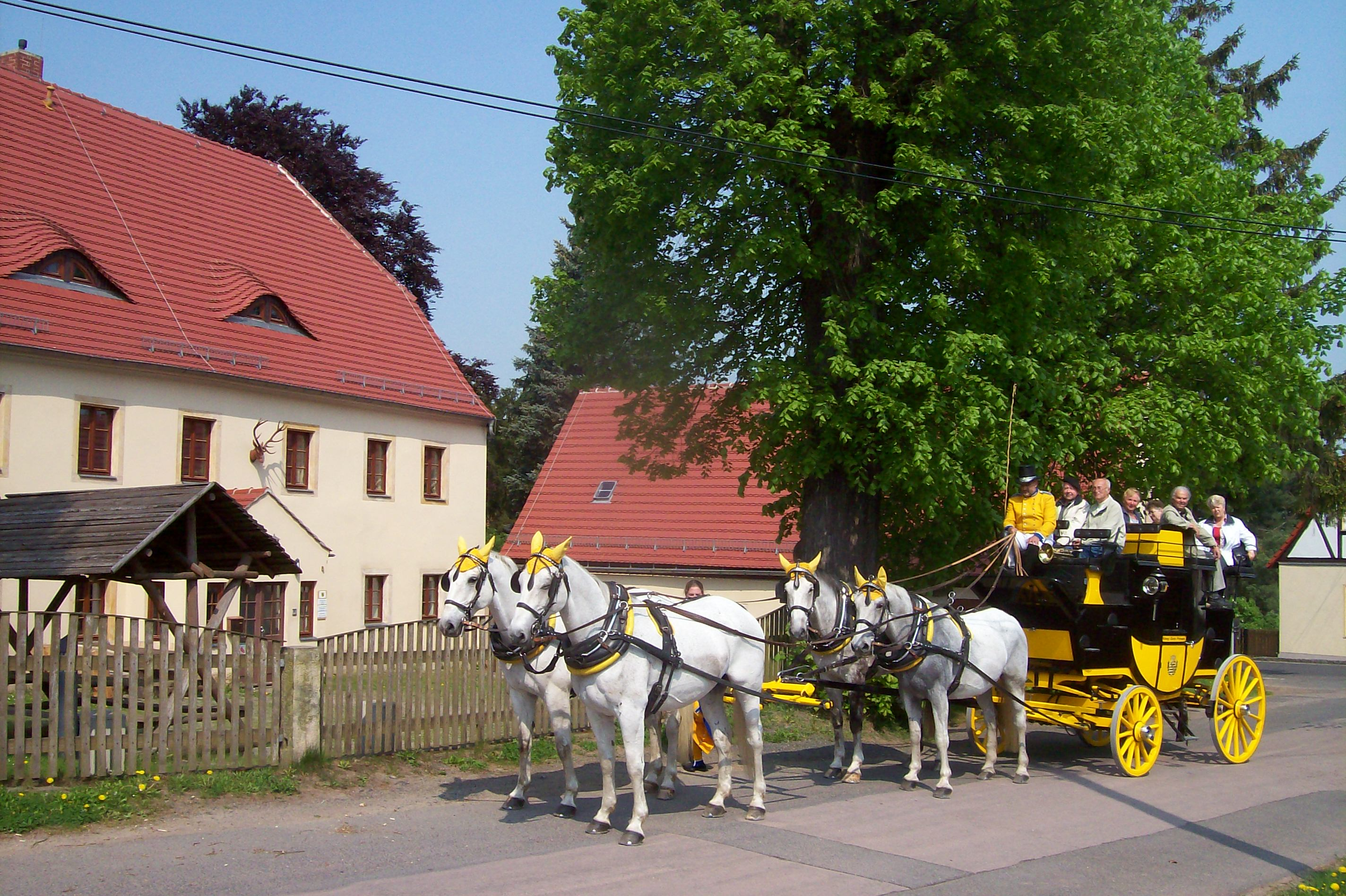
Postkutschenhalt vor dem historischen Forstamt am Mühlweg

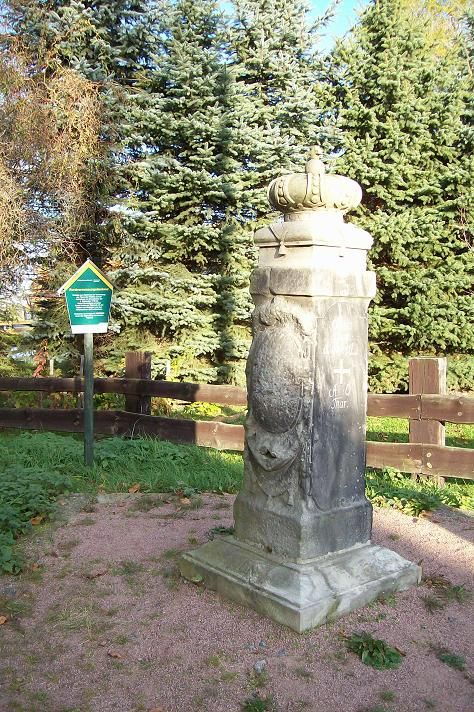
Forstvermessungsdenkmal von 1740 am Forstamt

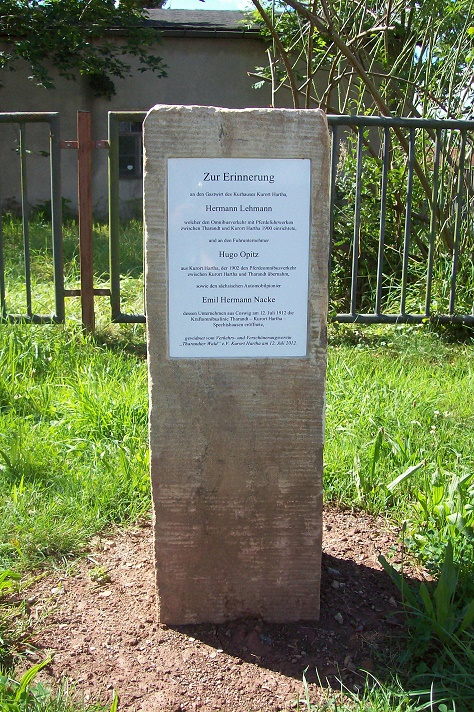
Gedenkstein für 100 Jahre Buslinie von 2012

Spechtshausen ist ein Ortsteil der Ortschaft Kurort Hartha in der sächsischen Stadt Tharandt im Landkreis Sächsische Schweiz-Osterzgebirge.

## Geografie

### Lage
Spechtshausen liegt nördlich des Tharandter Waldes. Als Ortsteil Kurort Harthas hat der Ort keine eigene Fläche. Nordöstlich des Dorfes entspringt der Scheibenbach.

### Nachbarorte
An Spechtshausen grenzen:
|             | Pohrsdorf                                   |                |
| Grillenburg | Kompassrose, die auf Nachbargemeinden zeigt | Fördergersdorf |
|             | Kurort Hartha                               |                |

### Gemarkung
Spechtshausen liegt auf einem Teil der Gemarkung Hartha mit Spechtshausen sowie auf Teilen der Gemarkungen Grillenburg und Fördergersdorf.

## Geschichte
Spechtshausen war ein Einzelgut im Amt Grillenburg-Tharandt in der späteren Flur Hartha mit Spechtshausen und geht auf die Ansiedlung des kursächsischen Fußknechtes Georg Specht 1568 als Förster im Tharandter Wald zurück. Daher ist der Ortsname abgeleitet von Spechts Haus, um das ab etwa 1575 der Ort entstand. Als Spechts Haus an der Waldeck wird es 1588 erstmals erwähnt. Seit 1829 gab es die Gemeinde Hartha mit Spechtshausen. Ab 1855 bestand mit Hartha ein Gemeindeverband. 1856 gehörte Spechtshausen zum Gerichtsamt Tharandt, davor zum gleichnamigen Amt. 1875 wurde Spechtshausen Teil der Amtshauptmannschaft Dresden. Als sich 1926 Hartha mit Spechtshausen und Hintergersdorf zu einem Ort vereinigten, wurde auch Spechtshausen Ortsteil der Gemeinde. 1933 wurde Hartha-Hintergersdorf zu Kurort Hartha umbenannt. Ab 1950 gehörte Spechtshausen zu Fördergersdorf und war als Ortsteil ab 1952 Teil des neugebildeten Kreises Freital (später Landkreis). 1973 erfolgten die Eingemeindung nach Kurort Hartha und die staatliche Anerkennung als Erholungsort. Ab 1994 Teil des Weißeritzkreises ist Spechtshausen seit 1999 Ortsteil der Stadt Tharandt. 2008 ging Spechtshausen in den Landkreis Sächsische Schweiz-Osterzgebirge über. Im Dezember 2010 erfolgte die erneute staatliche Anerkennung als Erholungsort, was bis 2023 Bestand hatte.

## Sehenswürdigkeiten
- Preußenschanze von 1762 aus dem Siebenjährigen Krieg am Hartheberg
- Forstamt von 1764 (heute: Forstbezirk) am Mühlweg
- Forstvermessungsdenkmal von 1740 am Forstamt (ursprünglich am hohen Buchenweg zwischen Tharandt und Kurort Hartha)
- Gedenkstein für 100 Jahre Omnibuslinie Tharandt – Kurort Hartha – Spechtshausen von 2012 am ehem. Gasthof
- Kugelpechstein am Geologischen Freilichtmuseum (Rundweg Mohorn-Kurort Hartha/Tharandt)
- Landschaftsschutzgebiet Tharandter Wald – schönster Wald Sachsens, der u. a. einen Geopark von nationaler Bedeutung darstellt

## Persönlichkeiten
- Georg Oertel (* 27. März 1856 Großdölzig, † 23. Juli 1916 Spechtshausen) – Reichstagsabgeordneter, konservativer Politiker, Chefredakteur der Deutschen Tageszeitung in Leipzig; verbrachte seine Sommerfrische auf dem Turmhof in Kurort Hartha und zuletzt in Spechtshausen; Grabmal auf dem Friedhof in Fördergersdorf
- Walter Flemming (* 15. Juni 1890 Spechtshausen, † 3. April 1947 Speziallager Nr. 1 Mühlberg) – Jurist, 1930–45 Oberbürgermeister in Glauchau, starb in sowjetischer Gefangenschaft; Gedenkhinweis am Forstamt Spechtshausen